# Нетечь (Тарновский сельсовет)
Нетечь (бел. Няце́ч) — деревня в Лидском районе Гродненской области Беларуси. Входит в состав Тарновского сельсовета.

## География
Пролегает дорога Н-6171.
Ближайшие населённые пункты Клюковичи, Цацки и др.

## История
Известна со второй половины XVI века как село в Лидском повете Великого Княжества Литовского. В 1526 году хозяин Голдово Александр Иванович Ходкевич выкупил фольварк Нетечь и другие земли и леса у окрестных бояр.
Волковысский ловчий Казимир Станислав Калушевский и его жена Марианна из Неверовских финансировали в Нетечи костёл и 19 августа 1715 года предоставили новообразованному римско-католическому приходу фундуш: 3 волока земли, 10 крепостных крестьян и трактир. Первым настоятелем прихода стал ксендз Антони, родной брат фундатора.
Опись приходов Лидского деканата 1784 года упоминает Нетечу как двор Баримовской. Дорога от Нетечи до Лиды летом тянулась три большие мили, зимой болотами и через речку Дитва две мерные мили. Дорога от Нетечи до Новогрудка шла через Неман лесами шесть миль. Дорога до Ваверки вела в направлении на северо-запад выгоном, потом через лес под названием Стайки, в половине мили от Нетечи дорога влево шла на Голдово мимо деревни Бобры, а затем до Радивонишек.
После третьего раздела Речи Посполитой (1795) деревня в Российской империи. Входила в состав Белицкой волости Лидского уезда Виленской губернии Российской империи.
В Первую мировую войну с сентября 1915 года до конца 1918 года оккупирована германскими войсками. С января 1919 года в составе БССР, в апреле занята польскими войсками. С июля по сентябрь 1920 года контролировалась Красной Армией, затем вновь польскими войсками. С 1921 года в составе Польской Республики, принадлежала к Белицкой гмине Лидского уезда Новогрудского воеводства.
С 1939 года — в БССР. Оккупирована нацистами с конца июня 1941 года до начала июля 1944 года.
В 1940—1954 годах центр Нетечского сельсовета. С 16 июля 1954 года деревня в Белицком сельсовете, с 12 декабря 1973 года — в Тарновском сельсовете.

## Население

### Численность
- 2019 год — 42 жителей

### Динамика
- 1921 год — 292 жителей, 51 двор
- 1960 год — 544 жителей
- 1993 год — 201 жителей, 110 хозяйств
- 1999 год — 174 жителей (перепись населения)
- 2004 год — 135 жителей, 82 хозяйств
- 2009 год — 88 жителей (перепись населения)[3]
- 2012 год — 82 жителей, 58 хозяйств
- 2019 год — 42 жителей (перепись населения)

## Достопримечательность
- Костёл Святого Михаила (1837)[4] —  Историко-культурная ценность Республики Беларусь, шифр 413Г000361.
- Захоронение солдат армии.